# Mont-Joli
Mont-Joli è una città canadese della provincia di Québec che fa parte del municipio regionale di contea di La Métis, nella regione amministrativa di Bas-Saint-Laurent. Si trova circa a 345 km a nord-est della città di Québec. Conta (al 2006) 6.568 abitanti; sita sulla riva sud dell'estuario di San-Lorenzo offre molte attrazioni turistiche. Grazie alla sua nuova sala di spettacolo e all'ingrandimento della zona industriale, che accoglie numerosi grandi depositi, si conferma la vocazione di Mont-Joli come città di servizi.

## Storia
Fu fondata nel 1880 da Mont-Joli originario di Sainte-Flavie-Station,

## Galleria d'immagini

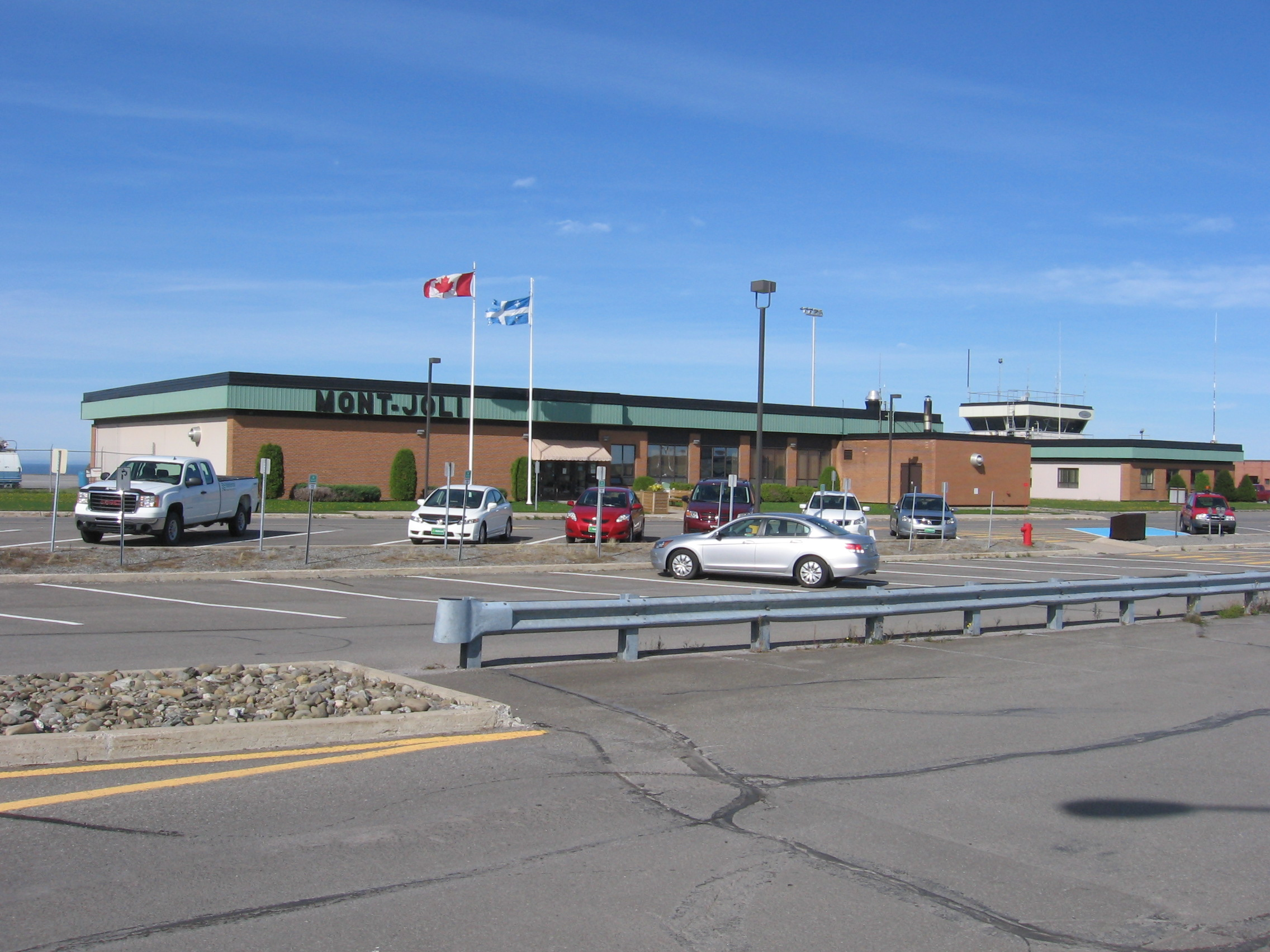
Aeroporto di Mont-Joli
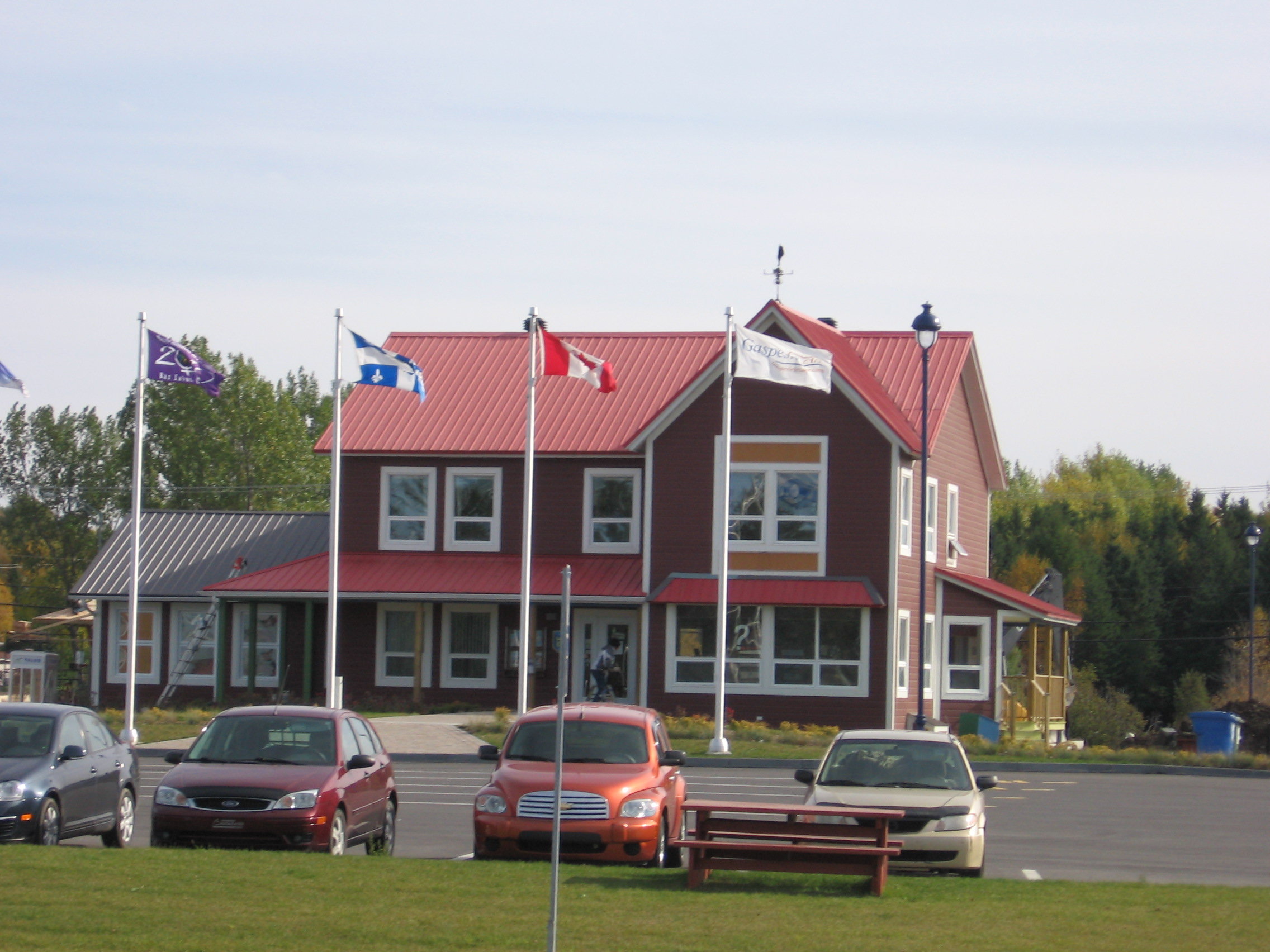
Informazione turismo di Mont-Joli
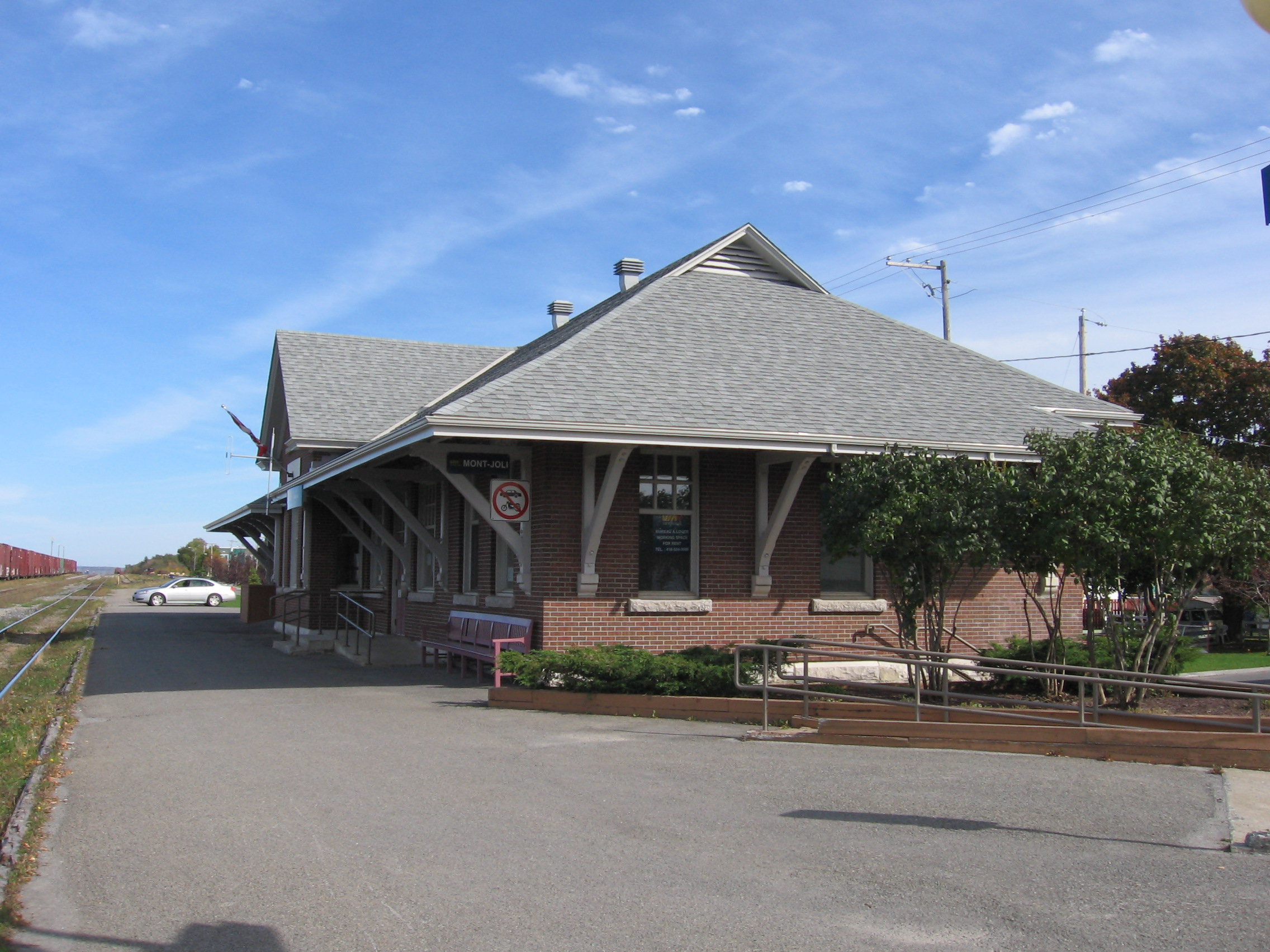
Stazione ferroviaria di Mont-Joli